# EOS Group
EOS Group un grup specializat în servicii de management din Germania.
Are sediul la sediul la Hamburg și este controlat de grupul Otto.
EOS Group oferă servicii de management în Europa și SUA prin 34 de companii în 18 țări, are peste 3.000 de angajați la nivel mondial și un portofoliu de aproximativ 20.000 de clienți din diferite sectoare.
Grupul oferă servicii societăților de toate dimensiunile – de la societăți de vârf, listate la bursă, până la întreprinderi mici și mijlocii.
Serviciile EOS sunt adaptate pentru societăți de finanțare bancară și nonbancară, societăți de asigurări, furnizori de utilități, societăți industriale și comerciale sau societăți de leasing.